# (4029) Bridges
(4029) Bridges est un astéroïde de la ceinture principale.

## Description
(4029) Bridges est un astéroïde de la ceinture principale. Il fut découvert le 24 mai 1982 à l'Observatoire Palomar par Carolyn S. Shoemaker. Il présente une orbite caractérisée par un demi-grand axe de 2,53 UA, une excentricité de 0,13 et une inclinaison de 5,4° par rapport à l'écliptique.

## Compléments